# Diyawadana Nilame

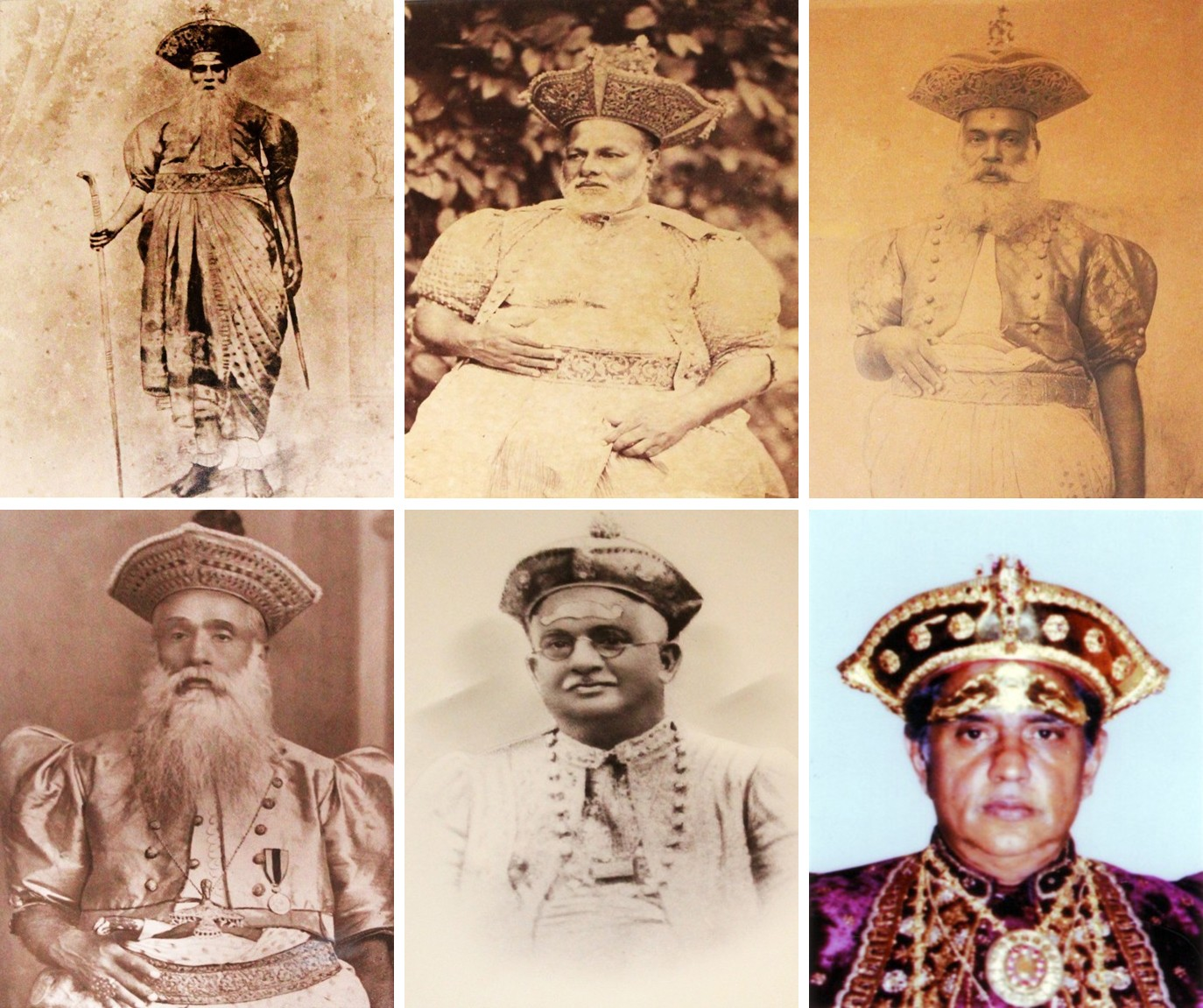
Notable Diyawadana Nilames of the Past.

Diyawadana Nilame (Newari: दियवडन निलमे; sing.: දියවඩන නිලමේ) ist das Amt des Leitenden Laien-Custos des Sri Dalada Maligawa (Tempel des Zahns), Kandy, Sri Lanka. Früher ein Amt des Königshofes hat es sich zu einem Ehrenamt entwickelt für den Sri Dalada Maligawa und ist in der Buddhist Temporalities Ordinance of 1931 festgeschrieben. Die Position ist hauptsächlich zeremoniell und blickt zurück auf eine zweitausendjährige Traditionsbewahrung und Rituale für die Zahnreliquie des Buddha. Der Diyawadana Nilame hat die Aufgabe alle Aspekte in der Unterhaltung des Sri Dalada Maligawa zu beaufsichtigen und die jährliche Prozession, die Kandy Esala Perahera auszurichten. Der gegenwärtige Amtsinhaber ist Pradeep Nilanga Dela.
Vor 1815, in der Zeit des Königreich Kandy, war der Diyawadana Nilame ein Höfling des Königshofes mit der Aufgabe, den König mit Wasser zu versorgen, und die alten Rituale auszuführen, die für Regen zur richtigen Zeit sorgen sollten. Mittlerweile wird diese Zeremonie für die Zahnreliquie des Buddha, aber noch immer durch den Diyawadana Nilame ausgeführt. Die Hauptzeremonie ist dabei die „diya kapeema“ (Wasserschneide-Zeremonie, water cutting ceremony) am letzten Tag der Esala Perahera.

## Ernennung
Die Ernennung des Diyawadana Nilame wird nach den Vorgaben der Buddhist Temporalities Ordinance of 1931 durch den Commissioner-General of Buddhist Affairs vollzogen. Wenn das Amt des Diyawadana Nilame frei wird, beruft der Commissioner-General of Buddhist Affairs innerhalb dreier Monate ein Treffen nach Kandy ein, bei dem der neue Diyawadana Nilame gewählt wird. Zu diesem Treffen werden die Oberpriester (Mahanayaka Theras) des Malwathu Maha Viharaya (Malwatta Tempel) und des Asgiri Maha Viharaya (Asgiriya Tempel), der Assistant Government Agent für die Provinz Kandy, die Basnayake Nilames aller dewale (Tempel) in den Provinzen Kandys und Abgesandte aller Tempel der Provinzen Kandys deren jährliches Einkommen in den drei vorhergehenden Jahren vom Commissioner-General of Buddhist Affairs auf mehr als Tausend Sri-Lanka-Rupien geschätzt wird.
Der Commissioner-General of Buddhist Affairs ist Vorsitzender bei dieser Konferenz. Wenn nur ein Name vorgeschlagen wurde und für die Wahl bestätigt ist, erklärt der Commissioner-General denjenigen zum Diyawadana Nilame. Wenn mehr als ein Name vorgeschlagen wurde und für die Wahl bestätigt wurden, wird eine geheime Wahl abgehalten und der Commissioner-General erklärt denjenigen mit den meisten Stimmen zum Diyawadana Nilame. Danach wird eine schriftliche Declaration of the Appointment vom Commissioner-General ausgestellt.

## Geschichte

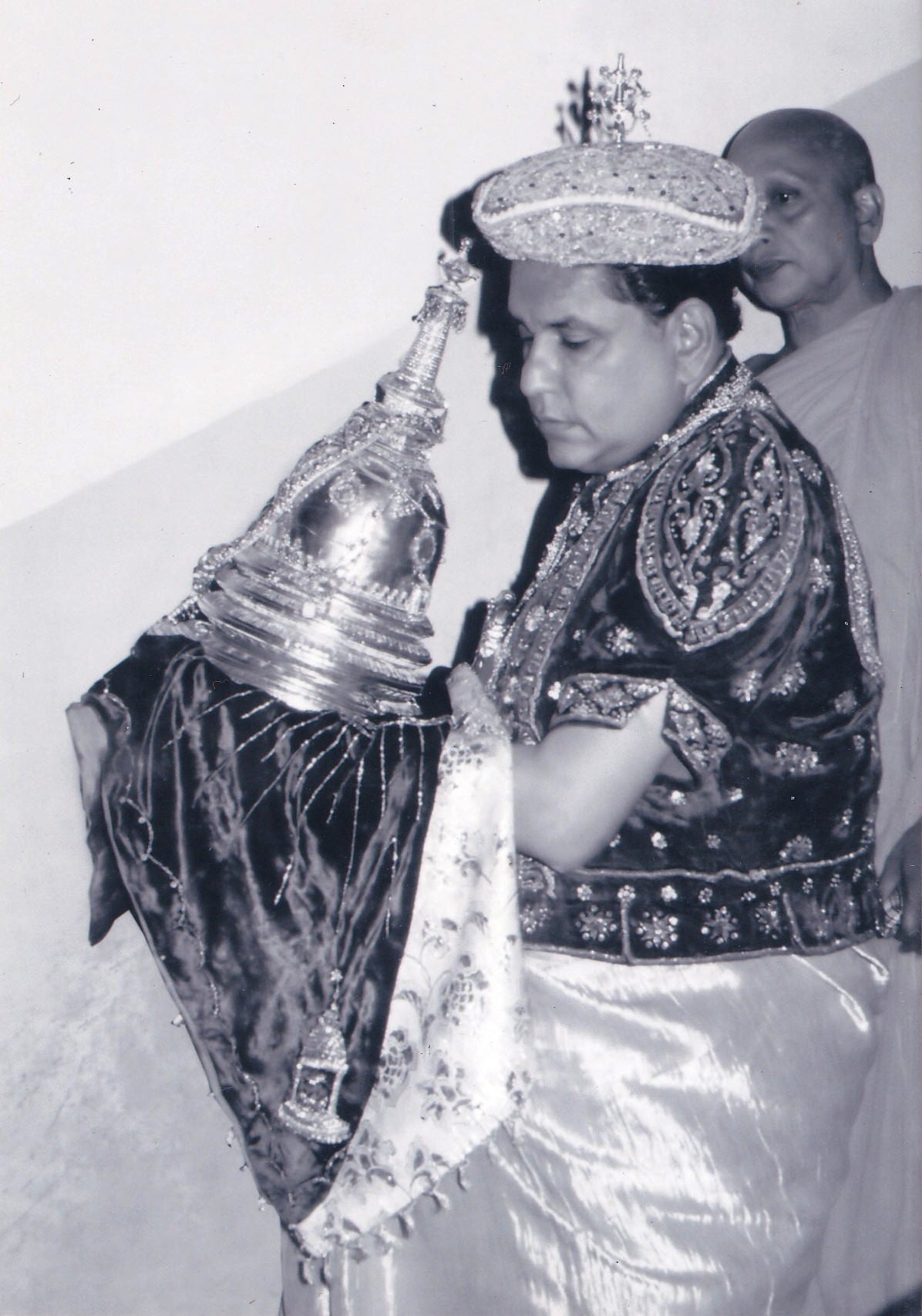
Diyawadana Nilame Nissanka Wijeyeratne (1975–1985) mit dem Reliquiar der Zahnreliquie des Buddha.

Heutzutage wird der Diyawadana Nilame von einem umfangreichen Wahlgremium gewählt. Alle Wahlmänner müssen männliche Buddhisten sein. Jede Beauftragung erfolgt auf 10 Jahre und kann durch eine zweite Amtszeit verlängert werden.
Bis 1832 verwaltete ein Board of Commissioners die Provinz Kandy. Dann empfahlen Colebrook und Cameron eine Vereinfachung der Verwaltung. Sie schrieben:

„Der Besitz und die Zurschaustellung der Reliquie des Buddhoo wird von den Einheimischen der Provinzen von Kandy als wichtigstes Vorrecht des Königs von Kandy (jetzt) unter der Aufsicht des Board of Commissioners angesehen. Wenn es (die Reliquie) zur Schau gestellt wird, wird erwartet, dass die Menschen aller Klassen aus den abgelegensten Winkeln der Provinzen in die Hauptstadt kommen... die Reliquie wurde 1828 AD ausgestellt in der Anwesenheit des Gouverneurs und anderer Autoritäten.
Diese Zeremonie, welche mit großem Pomp durchgeführt wurde... die Wahl und Ernennung der Chiefs und Priester der Tempel, war ein Vorrecht des Königs von Kandy, welches noch immer von der Regierung ausgeübt wird, auch wenn bei der Benennung der Priesterschaft die Empfehlungen der Vihare (Kollegen) normalerweise berücksichtigt werden.“

Die Belange von Dalada, Asgiriya, Malwatte, Devalaya, Nilames etc. wurden in aller Breite 1853 im Kabinett des Vereinigten Königreichs verhandelt. Der Duke of Newcastle, damals Secretary of State for the Colonies schrieb dazu an Sir George William Anderson, den damaligen Gouverneur von Ceylon am 18. August 1853, worin er die Zukunft der Custodians of Dalada und die Wahl des Diyawadana Nilame behandelt:

„Ich muss ebenso meine Zustimmung ausdrücken für Ihr Tun in Bezug auf den Dalada oder die Heilige Zahnreliquie des Buddha, welches ich glücklicherweise an drei führende Buddhisten überlassen fand, zumindest 1847. Ich habe keine Zweifel, dass Sie kluge Diskretion walten ließen indem sie keine bestimmten Auflagen in Bezug auf die Zurschaustellung der Reliquie machten, und sich damit beschieden haben nur besondere Sorgfalt bei der Auswahl der Personen walten zu lassen, die dafür zuständig sind.
Die Anordnungen, die Sie getroffen haben, in Bezug auf die Basnayake Nilames und Dewa Nilame (Diyawadana Nilame), die weltlichen Aufseher, welche hierfür von der Regierung ernannt werden, sorgten dafür, dass Ordnungen für die Wahl dieser Funktionäre aus der Zahl der Basnyake Nilames und der führenden eingeborenen Hauptmänner der entsprechenden Distrikte geschaffen wurden (keinerlei derartige Ordnungen waren vorhanden), der 'Dew Dilame' (Diyawadana Nilame)“

Der Sri Dalada Maligawa war die längste Zeit von der Nugawela-Familie verwaltet worden, deren Mitglieder das Amt des Diyawadana Nilame von 1901 bis 1961 über sechs Dekaden ausübten. Dementsprechend sind ihre Namen eng mit Gebäuden und Einrichtungen des Tempels verbunden:
C. B. Nugawela von Eladatta Walauwa (Herrensitz Eladatta), der Vater des ersten Adigar, Sir Lawrence Nugawela, ließ die Tempelfront bauen und einen Schrein für die Priester, die „Thevava“ für die Zahnreliquie zelebrierten.
P. B. Nugawela, der Vater von Major E. A. Nugawela (ehemals Minister of Education) führte Ves-Tänzer bei der Prozession ein und baute eine dreistöckige Erweiterung.

## Diyawadana Nilames seit 1814
- Kapuwatte Adikaram (1814–1824)
- Dehigama Loku Banda (1824–1827)
- Kuda Molligoda (1827–1828)
- Kuda Dehigama (1828–1835)
- Mullegama Adikaram (1835–1842)
- Dullewe Adikaram (1842–1848)
- Loku Banda Dehigama (1848–1862)
- Kuda Banda Dunuvila (1862–1882)
- Kudamudiyanse Giragama (1882–1897)
- Seneviratna Ratwatte (1897–1901)
- Kuda Bandara Nugawela (1901–1916)
- Punchi Banda Nugawela (1916–1937)
- Tikiri Banda Nugawela (1937–1947)
- Kuda Banda Nugawela (1947–1961)
- Harris Leuke Ratwatte (1961–1964)
- Heen Banda Udurawana (1964–1975)
- Nissanka Wijeyeratne (1975–1985)
- Neranjan Wijeyeratne (1985–2005)
- Pradeep Nilanga Dela (2005- )

## Stellvertretende Diyawadana Nilames seit 1814
Acting Diyawadana Nilames wurden vom Commissioner of Buddhist Affairs ernannt auf Empfehlung der Mahanayaka Theras der Malwatte & Asgiriya-Sekten.
- General Anuruddha Ratwatte
- Anuradha Dullewe Wijeyeratne
- Rohan Salinda Paranagama